# Bundesautobahn 57
De Bundesautobahn 57 (kort: BAB 57, A57 of 57) is de Duitse autosnelweg van de Nederlands-Duitse grens bij Gennep naar Keulen in het Rijnland. De weg vormt samen met de A61 (E31) een belangrijke noord-zuidverbinding in Duitsland. In Nederland sluit de weg aan op de A77. Gegeven de hoge betekenis voor de economie en het verkeer wordt de A57 ook wel Trans-Niederrhein-Magistrale genoemd.
Bij vrachtwagens is deze route minder populair omdat er dan meer vrachtwagentol moet worden betaald, dan als men via Venlo rijdt.

## Planningsgeschiedenis en bouw
De geschiedenis van de A57 begon als randweg van Neuss, die toen als Bundesstraße 9a aangelegd werd. In 1954 werd het gedeelte tussen de huidige aansluiting Holzbüttgen (voormalige Bundesstraße 7) en het knooppunt Kreuz Neuss-West (voormalige Bundesstraße 1) met twee rijstroken opengesteld voor het verkeer. In de eerste helft van de jaren 60 volgde het gedeelte tussen Neuss-West en Neuss-Hafen als vierstrookse Bundesstraße, evenals de randweg Neuss-Grimlinghausen als onderdeel van de B9. Hierbij werd met de aan de randweg Grimlinghausen aansluitende trajectdeel Neuss-Norf tot Keulen-Longrich als Ersatzbundesstraße 9 begonnen en deze werd in 1966 voltooid. Daarna werd de bouw van de snelweg Krefeld – Keulen – Ludwigshafen, die de namen kreeg Rheinlinie of linksrheinische Autobahn en begint jaren 70 de interne naam Autobahn 14, bespoedigd. De randweg Neuss werd begin 1970 volledig omgebouwd en uitgebreid. Eveneens in 1970 volgde de vrijgave van de trajectdelen Meerbusch-Osterath – Kreuz Kaarst – Holzbüttgen, die noordelijk aan de randweg Neuss aangesloten werd. Het traject Keulen-Longerich – Keulen-Parkring werd als onderdeel van de Autobahn 11 Lübeck – Hamburg – Bremen – Münster – Dortmund – Keulen in hetzelfde jaar vrijgegeven. Oostelijk van Krefeld was al vroeg tussen Bockum en Uerdingen het tracé vrijgehouden. Noordelijk van de stad werd eind jaren 50, begin jaren 60 de Ersatzbundesstraße 57 gepland, die tot Rheinberg zou lopen en daar op de bestaande B57 zou aansluiten. Midden jaren 60 werd daarna de verlenging tot Nederland bij Goch in de plannen opgenomen, het tracé werd in 1972 vastgesteld.
In de jaren 60 was bovendien gepland de A57 van knooppunt Kreuz Köln-Ost (noordtangent) naar de A555 tot knooppunt Kreuz Köln-Süd (westtangent) te verlengen (Kölner Stadtautobahn). 
In het wegenplan voor de bouw van federale wegen in de periode 1971 tot 1985, vastgesteld op 30 juni 1971, was het traject Krefeld-Gartenstadt – Meerbusch-Osterath als lopend plan (A14) opgenomen, het traject Krefeld-Gartenstadt – Goch (A14) met prioriteit I. In 1972 waren de verdere trajectdelen tussen Krefeld-Gartenstadt en Moers in bouw of kort voor de vrijgave voor het verkeer.
Met de herstructurering van het Duitse snelwegennet, die op 1 januari 1975 werd ingevoerd, kreeg de A14 het nummer A57
In het aangepaste wegenplan voor de bouw van federale wegen in de periode 1971 tot 1985, vastgesteld op 5 augustus 1976, behield het traject tussen aansluiting Kleve en knooppunt Kreuz Moers de status lopend plan. Tussen de landsgrens en aansluiting Kleve was de A57 alleen met één rijbaan met prioriteit Ib opgenomen, de tweede rijbaan kreeg de status lage prioriteit. 
Het tweede wegenplan voor de bouw van federale wegen in de periode 1971 tot 1985, vastgesteld op 25 augustus 1980, kreeg het trajectdeel tussen de grens en de aansluiting Goch de prioriteitsstatus I, evenals het trajectdeel Alpen – Kamp-Lintfort. Het trajectdeel Sonsbeck – Alpen was als lopend project opgenomen. Hierbij kwam de verbreding tussen aansluiting Neuss-West en de aansluiting Neuss-Norf met 2x3 rijstroken met prioriteitsstatus I respectievelijk zelfs als lopend project.
Het derde wegenplan van 21 april 1986 kreeg het traject tussen de landsgrens en de aansluiting Kleve de status lopend project, evenals de verbreding naar 2x3 rijstroken tussen Neuss-Hafen en Neuss-Norf. Hierbij kwam de verbreding naar 2x3 rijstroken tussen aansluiting Neuss-Norf en knooppunt Kreuz Neuss-Süd met hoge prioriteit en tussen Kreuz Neuss-Süd en Kreuz Köln-Nord met lage prioriteit.
Na het vierde wegenplan van 15 november 1993 was de verbreding naar 2x3 rijstroken tussen Kreuz Meerbusch (toen nog Kreuz Strümp geheten) en Kreuz Köln-Nord met hoge prioriteit voorzien. Het vijfde wegenplan van 4 oktober 2004 kreeg de verbreding tussen Kreuz Meerbusch en Kreuz Köln-Nord de status lopend project/reeds vastgesteld. De verbreding van het daarop volgend traject van Kreuz Kamp-Lintfort tot Kreuz Meerbusch kreeg een hoge prioriteit.
De beide trajectdelen Kreuz Meerbusch (A44) tot Kreuz Kaarst (A52) en Kreuz Neuss-West tot Dreieck Neuss-Süd hebben al 2x3 rijstroken. Door de verbreding werd ook de aansluiting Neuss-Hafen volledig omgebouwd. Het daartussen liggende trajectdeel Kreuz Kaarst tot Kreuz Neuss-West kwam op 13 december 2015 gereed. Een deelvrijgave voor het trajectdeel zuidelijk van de aansluiting Holzbüttgen volgde op 3 juli 2014, zodat de lengte van de werkzaamheden verkort werd van 6 naar 3 kilometer.
Het zuidelijke trajectdeel na het knooppunt Kreuz Köln-Nord heeft al 2x3 rijstroken. De snelweg eindigt na de aansluiting Köln-Ehrenfeld. Vanaf hier gaat de snelweg over in een verdiepte ligging en deels in een tunnel als 2x3 rijstroken tellende autoweg (K4) verder richting het stadscentrum van Keulen tot aan de Innere Kanalstraße.

## Lijst van verkeersvrijgave
De deeltrajecten van de A57 werden als volgt voor het verkeer vrijgegeven:
| Jaar      | Trajectdeel                                    | Lengte  | Opmerkingen                                               |
| --------- | ---------------------------------------------- | ------- | --------------------------------------------------------- |
| 1954      | aansl. Holzbüttgen - aansl. Neuss-West         | 5 km    | Als B9a genummerd; uitbreiding met de 2de rijbaan in 1970 |
| 1962/1963 | aansl. Neuss-West - aansl. Neuss-Norf          | 5,2 km  | Als B9a genummerd; uitbreiding met de 2de rijbaan in 1970 |
| 1966      | aansl. Neuss-Nord - aansl. Köln-Longerich      | 24,6 km | als B9 genummerd                                          |
| 1970      | aansl. Köln-Longerich - aansl. Köln-Parkgürtel | 3,6 km  |                                                           |
| 1970      | aansl. Meermusch - Kreuz Kaarst                | 4 km    |                                                           |
| 1970      | Kreuz Kaarst - aansl. Köln-Holzbüttgen         | 1,9 km  |                                                           |
| 1972      | aansl. Moers-Kapellen - aansl. Krefeld         | 6 km    |                                                           |
| 1972      | aansl. Krefeld - aansl. Meerbusch              | 9,7 km  |                                                           |
| 1974      | Kreuz Moers - aansl. Moers-Kapellen            | 4,4 km  |                                                           |
| 1976      | aansl. Kamp-Lintfort - Kreuz Moers             | 7,4 km  |                                                           |
| 1980      | aansl. Goch - aansl. Sonsbeck                  | 13,7 km |                                                           |
| 1981      | aansl. Sonsbeck - aansl. Alpen                 | 10,8 km |                                                           |
| 1985      | aansl. Kleve - aansl. Goch                     | 4,5 km  |                                                           |
| 1985      | aansl. Alpen - aansl. Kamp-Lintfort            | 11 km   |                                                           |
| 1986      | Grensovergang Goch (NL) - aansl. Kleve         | 5,7 km  |                                                           |

## Actuele uitbouwstand en concrete verbredingsplannen
Vanaf de Nederlandse grens tot Kamp-Lintfort heeft de A57 2x2 rijstroken.
Vanaf Kamp-Lintfort tot Köln-Nord zal de A57 over een lengte van 63 kilometer volledig voorzien worden van 2x3 rijstroken. De stand van zaken van de deeltrajecten van noord naar zuid zijn als volgt (stand: juni 2019):
- trajectdeel Moers (7,2 km van aansl. Kamp-Lintfort tot aansl. Moers): Planvormingsprocedure begonnen in 2018 (nu nog 2x2 rijstroken);
- knooppunt Kreuz Moers zal eveneens omgebouwd worden. De eerste planvormingsprocedures zijn al vastgesteld. Het vervolg van de plannen begonnen midden 2018;
- trajectdeel Kapellen (5,7 km van aansl. Moers tot aansl. Krefeld-Gartenstadt): de eerste planvormingsprocedures zijn vastgesteld (nu nog 2x2 rijstroken);
- trajectdeel Krefeld (6,5 km van aansl. Krefeld-Gartenstadt tot aansl. Krefeld-Oppum): de plannen zijn door de wegbeheerder Straßen.NRW op 15 februari 2019 bij het bestuur van Detmold neergelegd (nu nog 2x2 ristroken);
- verzorgingsplaats Geismühle (uitbreiding aan de oostzijde): planvormingsprocedure loopt;
- trajectdeel Oppum (4,1 km van aansl. Krefeld-Oppum tot Kreuz Meerbusch): het tracébesluit ligt sinds oktober 2017 vast. De eerste schop in de grond vond op 29 april 2019 plaats;
- trajectdeel Meerbusch (5,4 km van Kreuz Meerbusch tot Kreuz Kaarst): verbreding gereed (nu 2x3 rijstroken);
- Kreuz Kaarst zal aan de verkeersvraag worden aangepast;
- trajectdeel Kaarst (6,1 km van Kreuz Kaarst tot Neuss-West): verbreding gereed (nu 2x3 rijstroken);
- trajectdeel Neuss-West (2,5 km langs Neuss-West): verbreding gereed (nu 2x3 rijstroken);
- trajectdeel Reuschenberg (1,9 km van Kreuz Neuss-West tot aansl. Neuss-Hafen): verbreding gereed. Echter door het hoge aandeel wevend verkeer is een verdere aanpassing noodzakelijk (aanleggen van weefstroken) met het optimaliseren van de verbindingswegen evenals het verminderen van het geluid (nu 2x3 rijstroken);
- trajectdeel Erfttal (2,1 rijstroken van aansl. Neuss-Hafen tot aansl. Neuss-Norf): verbreding gereed. Echter door het hoge aandeel wevend verkeer is een verdere aanpassing noodzakelijk (aanleggen van weefstroken) met het optimaliseren van de verbindingswegen evenals het verminderen van het geluid (nu 2x3 rijstroken);
- trajectdeel Derikum (3,5 km van aansl. Neuss-Norf tot Kreuz Neuss-Süd): verbreding gereed (nu 2x3 rijstroken);
- trajectdeel Dormagen (9,1 km van Kreuz Neuss-Süd tot aansl. Dormagen): planvormingsprocedure loopt. Wegens geluidsproblematiek in Dormagen en Delrath is een extra procedure nodig met meer maatregelen tegen geluidsoverlast (nu nog 2x2 rijstroken);[16]
- trajectdeel Keulen (9,5 km van aansl. Dormagen tot Kreuz Köln-Nord): de eerste planvormingsprocedures zullen in 2020 beginnen (nu nog 2x2 rijstroken).

## Aansluitingen

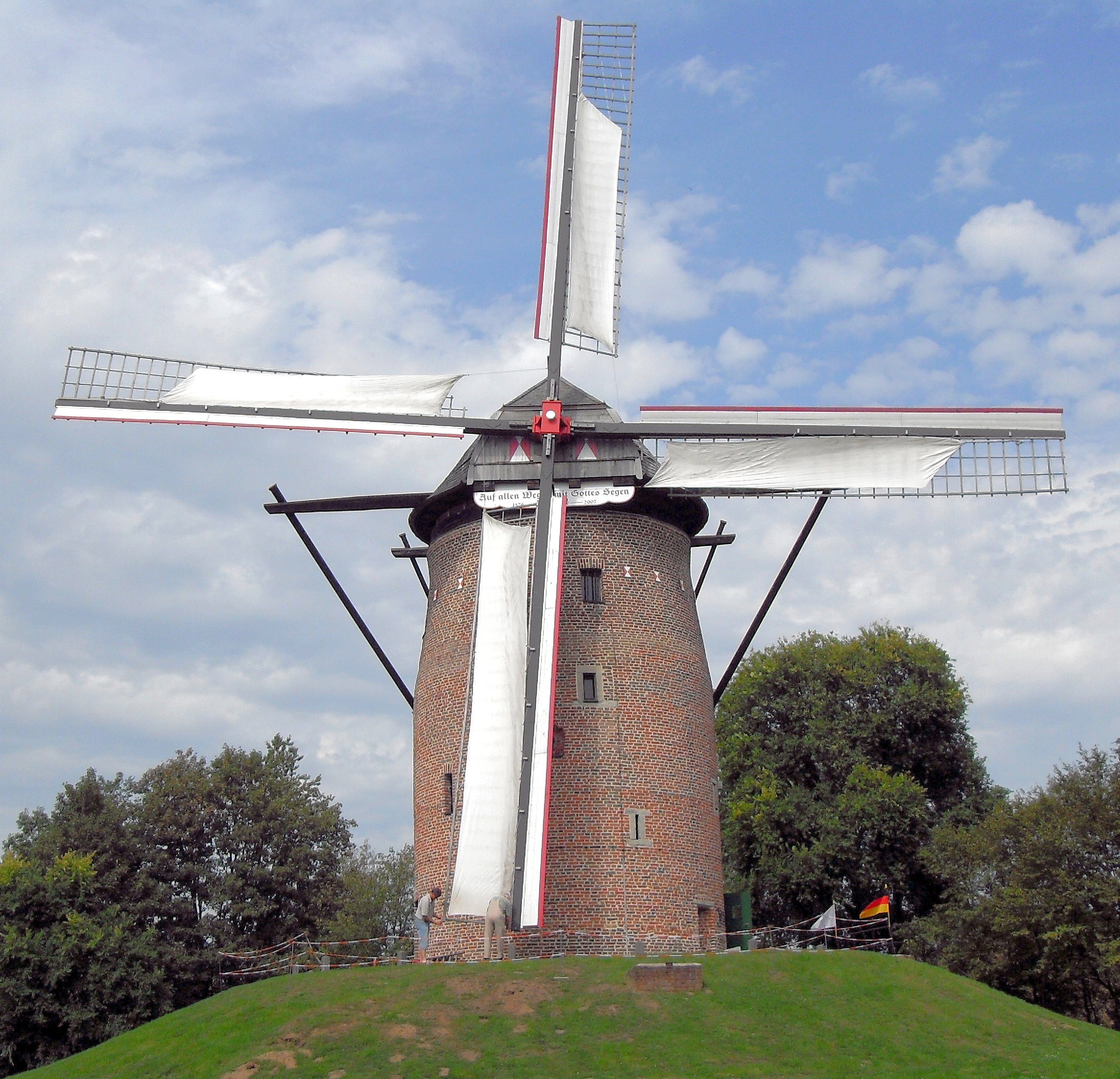
Geismühle bij de gelijknamige Raststätte in Krefeld-Oppum (2011)

De volgende Duitse autosnelwegen die een aansluiting op de A57 hebben zijn:
- A42 richting Dortmund (oost)
- A40 richting Venlo (west) en Duisburg, Essen (oost)
- A52 richting Mönchengladbach, Roermond (west) en Düsseldorf (oost)
- A46 richting Heinsberg, Sittard (west) en Düsseldorf, Wuppertal (oost)
- A1 richting Bonn, Aken, Koblenz (A61) (zuid/west) en Leverkusen (oost)

## Bijzonderheden

### Snelweg-noodvliegveld
Tussen de aansluitingen Sonsbeck en Alpen bevindt zich een voormalig, maar bijna volledig intact zijnde snelweg-noodvliegveld. Als platform dienden de verzorgingsplaatsen Hamb en Bönninghardt.

### Brand bij Nievenheim

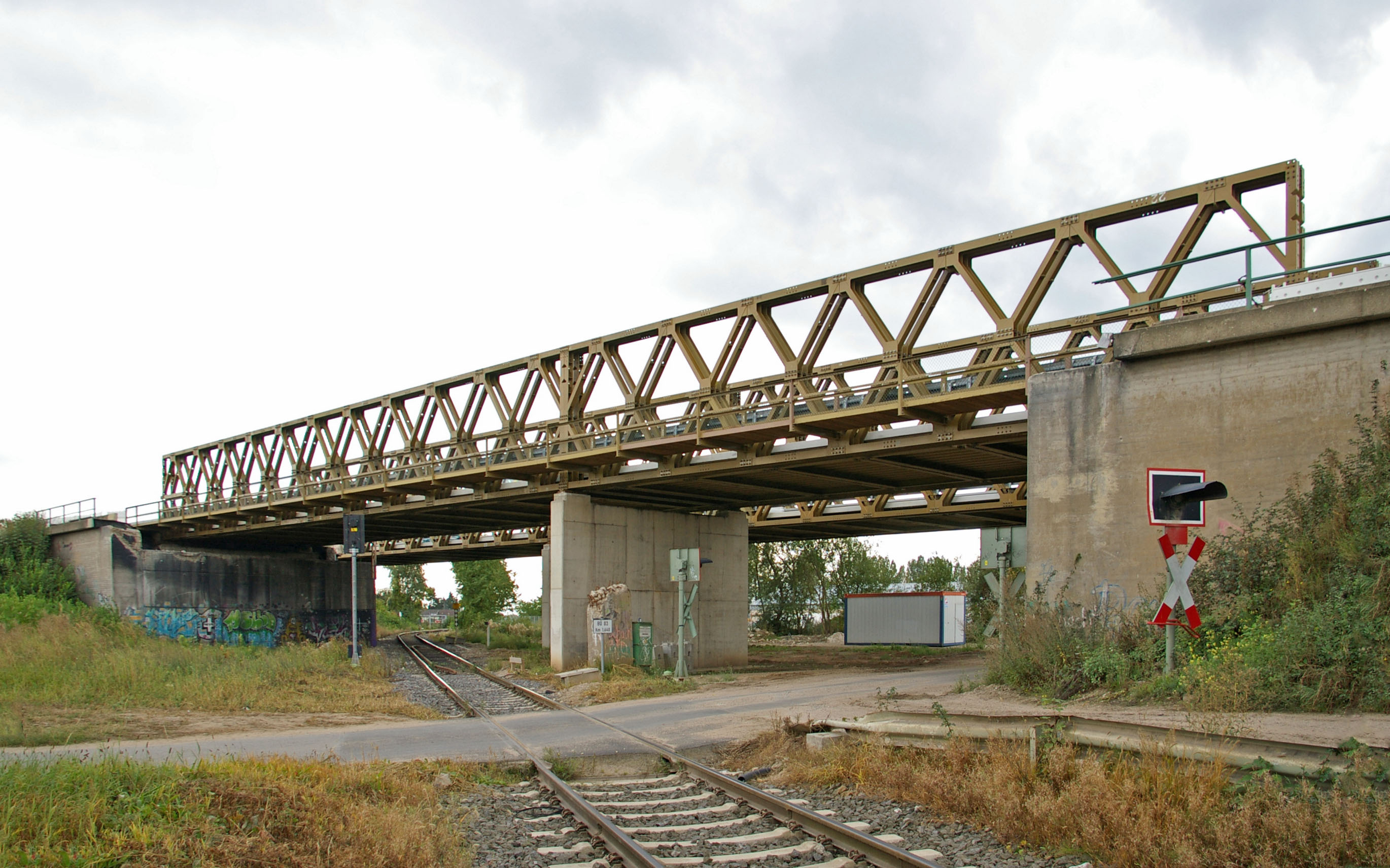
De noodbruggen bij Nievenheim in september 2012

Op 14 februari 2012 staken rond 0:10 uur onbekenden een stapel plastic buizen in brand, die onder een snelwegbrug van de A57 lagen (de buizen lagen op een geasfalteerde landweg van Nievenheim naar Zons). De desbetreffende brug van de A57 ligt over een landweg tussen Dreieck Neuss-Süd (nr. 24) en aansluiting Dormagen (nr. 25), noordwestelijk van de binnenstad van Dormagen. Door de brand liepen de temperaturen op tot 1000 °C, de rook ontnam het verkeer over de brug het zicht. Dit leidde tot een kettingbotsing van 6 vrachtwagens en 15 personenvoertuigen. Een bestuurder van een auto kwam om het leven, 13 personen raakte gewond.
Wegens een vermoedde instortingsgevaar werd de brug van de A57 in beide richtingen afgesloten. De beschadigde brug werd afgebroken en vervangen door twee noodbruggen die door het leger beschikbaar waren gesteld. De brug werd op 4 april 2012 provisorisch voor het verkeer geopend. Ter vervanging werden twee nieuwe bruggen gebouwd. Hierbij is bij de bouw van de bruggen al rekening gehouden met de toekomstige verbreding van de A57 naar 2x3 rijstroken. Tot die tijd liggen er nog 2x2 rijstroken over beide bruggen met een brede vluchtstrook. Nadat de westelijke brug in februari 2017 gereed was, kon het volledige verkeer over het nieuwe brugdeel geleid worden en de noodbruggen werden verwijderd. Medio mei 2018 waren de werkzaamheden gereed.

### Sporen van niet uitgevoerde plannen
De aansluiting Krefeld-Gartenstadt is voorbereid op het aansluiten van de snelweg A51 Aken – Duisburg, waardoor deze aansluiting omgebouwd kon worden tot knooppunt. Na het schrappen van de plannen van de A51 werd de L473 gerealiseerd, die een directe verbinding met een deel van de haven van Duisburg (Logport) biedt. 
Bij de aansluiting Krefeld-Oppum zou de A524 de A57 kruisen. Tot het jaar 2003 heeft de huidige korte verbindingsweg naar Krefeld het nummer A524 gedragen.
Doordat de zuidelijke randweg van Neuss als A46 als plan geschrapt is, bestaat hierdoor tussen de knooppunten Kreuz Neuss-West en Dreieck Neuss-Süd een dubbelnummering van beide snelwegen.
Opvallend is de brede en bochtige aansluiting Köln-Worringen. Hier gaat het om een voorbereiding voor een knooppunt met de niet gebouwde A54, welke de snelwegen A61, A57, A59, A3 zou verbinden. Alleen een klein deel van de geplande A54 werd in vorm van de A524 tussen de knooppunten Kreuz Langenfeld en Kreuz Monheim-Süd gerealiseerd.

### Aansluiting Köln-Chorweiler
De aansluiting Köln-Chorweiler is alleen van en naar het zuiden, respectievelijk Keulen, te bereiken. Wie naar het noorden wil moet keren bij knooppunt Kreuz Köln-Nord of een andere nabije aansluiting gebruiken. Op de planning staat om de aansluiting, mogelijk nog voor de geplande verbreding naar 2x3 rijstroken, volledig te maken.

### Grensovergang Goch
Het afritnummer 1 is toebedeeld aan de grensovergang Goch (net als knooppunten worden grensovergangen in de afritnummering in Duitsland meegeteld). Hierbij is het voormalige grensstation aan beide zijde gesloten, evenals de bijbehorende gebouwen en parkeerterreinen. Het Nederlandse gedeelte van de grensovergang is nog wel geopend als parkeerterrein en in 2022 is het restaurant en hotel heropend.

### Spitsstrook
Zuidelijke van het knooppunt Kreuz Köln-Nord (tot aansluiting Köln-Bickendorf) heeft de wegbeheerder in Noordrijn-Westfalen, een van de drie trajecten in Noordrijn-Westfalen, de vluchtstrook omgebouwd tot spitsstrook. Hierbij kan tijdens drukke momenten, vooral tijdens de spitsen, extra capaciteit geboden worden om de doorstroming te bevorderen op dit drukke traject.